# Demetrio Degni
Demetrio Degni (Barletta, 1648 – Pesaro, 1740) è stato un tipografo e incisore italiano.

## Storia
A 23 anni si trasferì dalla natia Barletta a Modena, dove iniziò la professione di tipografo; non è ancora stato possibile chiarire se già a Barletta avesse avuto modo di lavorare nel mondo della tipografia.
Fondò quindi il «Modona«, una delle prime gazzette della città di Modena, a cadenza settimanale.
Nell'Archivio di Stato di Modena sono conservati notevoli esempi della produzione letteraria di Degni, soprattutto incentrata sugli eventi a sfondo bellico.
Nel primo decennio del settecento si trasferì a Cesena, dove continuò la stampa di periodici.
Gli ultimi anni di vita di Degni non si conoscono con estrema chiarezza: alcune fonti lo localizzano a Rimini, altre a Pesaro.
Per il taglio moderno dato alla sua produzione editoriale, è considerato il «primo giornalista modenese».